# Констанс О’Бениън
Евелин Гий (на английски: (Evelyn Gee) е американска писателка на бестселъри в жанра исторически и съвременен любовен роман. Пише под псевдонима Констанс О’Бениън (на английски: Constance O’Banyon) и е писала под псевдонимите Тори Хюстън (Tory Houston) и Мика Лий (Micah Leigh) – общ псевдоним с писателката Ема Мерит.

## Биография и творчество
Евелин Гий е родена през 1939 г. в Тексас, САЩ.
Сред нейните многобройни награди в жанра любовен роман, е и наградата за цялостно творчество през 1995 г. на списание „Romantic Times“.
Книгите и са отпечатани в над 10 милиона копия, по-голямата част като джобни издания.
Евелин Гий живее в Сан Антонио със съпруга си, Джеймс, и сина си, Джейсън.

## Произведения

### Като Констанс О’Бениън

#### Самостоятелни романи
- Ecstasy's Promise (1982)
- Rebel Temptress (1983)
- Enchanted Ecstasy (1984)
- Velvet Chains (1985)
- September Moon (1986)
- Golden Paradise (1987)
- Moontide Embrace (1987)
- Dakota Dreams (1988)
- Lavender Lies (1988)
- Pirate's Princess (1989)
- Cheyenne Sunrise (1990)
- Forever My Love (1991)
- Enchantress (1991)
- La Flamme (1995)
Пламък, изд.: ИК „Компас“, Варна (1996), прев. Мария Нешкова
- Once Upon a Time (1996)
- Siren's Song (1996)
- San Antonio Rose (1999)
- Texas Proud (1999)
- Ride the Wind (2000)
- Tykota's Woman (2000)
- Heart of Texas (2004)
- The Moon and the Stars (2005)
- Comanche Moon Rising (2009)
- Desert Prince (2009)
- Wind Warrior (2010)
- Wolf Runner (2010)

#### Серия „Мария и Таджарез“ (Maria and Tajarez)
1. Savage Desire (1982)
2. Savage Splendor (1985)

#### Серия „Див сезон“ (Savage Season)
1. Savage Autumn (1984)
2. Savage Winter (1985)
3. Savage Spring (1985)
4. Savage Summer (1986)

#### Серия „ДеУинтър“ (DeWinter)
1. Song of the Nightingale (1992)
2. Highland Love Song (1993)
3. Desert Song (1994)
Песента на пустинята, изд.: ИК „Бард“, София (1995), прев. Радослав Христов

#### Серия „Фамилна афера“ (Family Affair)
1. Hawk's Pledge (2006)
2. Hawk's Pursuit (2006)

#### Серия „Таусрат“ (Tausrat)
1. Lord of the Nile (2007)
2. Sword of Rome (2007)
3. Daughter of Egypt (2008)

#### Участие в общи серии с други писатели

##### Серия „Тайни пожари“ (Secret Fires)
- The Agreement (2001)

от серията има още 3 романа от различни автори

##### Серия „Ранчото на полумесеца“ (Half-Moon Ranch)
- Moon Racer (2003)

от серията има още 3 романа от различни автори

### Като Тори Хюстън

#### Самостоятелни романи
- The Legend of Lacy Black (2002)

### Като Мика Лий

#### Самостоятелни романи
- Texas Dreams (1986)